# Mia Smiles
Mia Smiles (Seul, 21 de setembro de 1977)  é uma atriz de filme pornográfico, de origem coreana.
Nascida na Coreia do Sul e teve pais adotivos.
Participou de seu primeiro filme aos 19 anos, em 1996, com Ed Powers (More Dirty Debutantes 58).
Um dos pontos altos de sua carreira foi a participação no polêmico Snoop Dogg's Doggystyle, filme que mistura rap e sexo, com o famoso rapper Snoop Dogg.

## Prêmios

### Recebidos
AVN Awards
- 2007 - Melhor Cena de Sexo Grupal - Filme - com Carmen Hart, Katsumi, Kirsten Price, Eric Masterson, Chris Cannon, Tommy Gunn & Randy Spears - FUCK.

## Filmografia Parcial
- Asian Street Hookers (1998)
- FantASIANy 3 (2000)
- Whoriental Sex Academy 2 (2001)
- Dirty Young Girls (2001)
- East Meets West 3 (2001)
- Perfect (2002)
- Raw Sex 8 (2002)
- No Man's Land: Asian Edition 3 (2002)
- Asian Divas 2 (2002)
- Asian Express (2002)
- Sakura Tales 3 (2003)
- New Wave Hookers 7 (2003)
- Asian Express 2 (2003)
- Asian Velvet Teen (2003)
- Oriental Teen Cherries (2004)
- Sex Trainer (2004)
- East Eats West (2004)
- A Taste of the Orient 3 (2005)
- Mature Women with Younger Girls 15 (2005)
- Desperate Mothers & Wives 3 (2005)
- C.S.I.: Cum Swappers Incorporated (2006)
- Are We in Love? (2006)
- Asian Sinsations (2006)
- Banzai Babes (2006)
- Me Luv U Long Time 11 (2007)
- Sasha Grey's Anatomy (2008)
- MILF O' Maniacs (2008)